# Diktatura proletariátu
Diktatura proletariátu je termín, který v marxistické teorii označuje přechodovou fázi mezi kapitalismem a komunistickou společností, v níž na sebe po úspěšné revoluci všechnu moc ve státě strhne dělnická třída.
Marxismus-leninismus definoval diktaturu proletariátu jako „moc pracujících za vedení dělnické třídy, moc, jejímž cílem je vybudovat socialismus.“
Viděli jsme výše, že prvním krokem v dělnické revoluci je pozvednutí proletariátu na panující třídu, vydobytí demokracie. Proletariát využije svého politického panství k tomu, aby postupně vyrval buržoazii všechen kapitál, soustředil všechny výrobní nástroje v rukou státu, tj. proletariátu zorganizovaného v panující třídu, a co nejrychleji rozmnožil masu výrobních sil.
Komunistický manifest
Jako příklad diktatury proletariátu uvedl Friedrich Engels ve svém dodatku k Francouzské občanské válce (1891) Pařížskou komunu.
Existují rozmanité formy diktatury proletariátu, které se utvářejí podle poměru třídních sil v revoluce a podle prudkosti srážek mezi nimi. Kromě Pařížské komuny jsou i jiné formy diktatury proletariátu: sovětská moc a lidová demokracie. Vědecký komunismus prohlašoval, že se možná v budoucnu objeví nové formy diktatury dělnické třídy.